# 杨树元
杨树元（1913年—2000年），陕西清涧麻则岔人，中国人民解放军开国大校。 河南省政协第四届委员会常委。

## 生平
1932年3月加入中国共产党。
1962年晋升大校军衔。荣获三级八一勋章、二级独立自由勋章、二级解放勋章。 1981年7月离职休养。